# واهاگن میناسیان
واهاگن میناسیان (ارمنی: Վահագն Ալբերտի Մինասյան؛ زادهٔ ۲۵ آوریل ۱۹۸۵ در ایروان) یک بازیکن فوتبال در پست مدافع اهل ارمنستان است.

## باشگاهی
از باشگاه‌هایی که در آن بازی کرده‌است می‌توان به پیونیک، میکا، و آرارات ایروان اشاره کرد.

## تیم ملی
وی همچنین در زیر ۲۱ سال ارمنستان و تیم ملی فوتبال ارمنستان بازی کرده‌است. نخستین بازی ملی خود را که در چارچوب گروه A مرحله مقدماتی جام ملت‌های اروپا ۲۰۰۸ در ۲ ژوئن ۲۰۰۷ در آلماتی در مقابل قزاقستان انجام داده‌است.

### گل‌های ملی
Scores and results list Armenia's goal tally first.
| No | تاریخ         | ورزشگاه                                       | حریف            | گل‌زده | نتیجه | رقابت                                              |
| -- | ------------- | --------------------------------------------- | --------------- | ----- | ----- | -------------------------------------------------- |
| ۱. | ۱۵ اکتبر ۲۰۰۸ | ورزشگاه بیلینو پولجه، زنیتسا، بوسنی و هرزگوین | بوسنی و هرزگوین | ۱–۳   | ۱–۴   | مرحله مقدماتی جام جهانی فوتبال ۲۰۱۰ – گروه ۵ اروپا |